# Grand cru di Borgogna

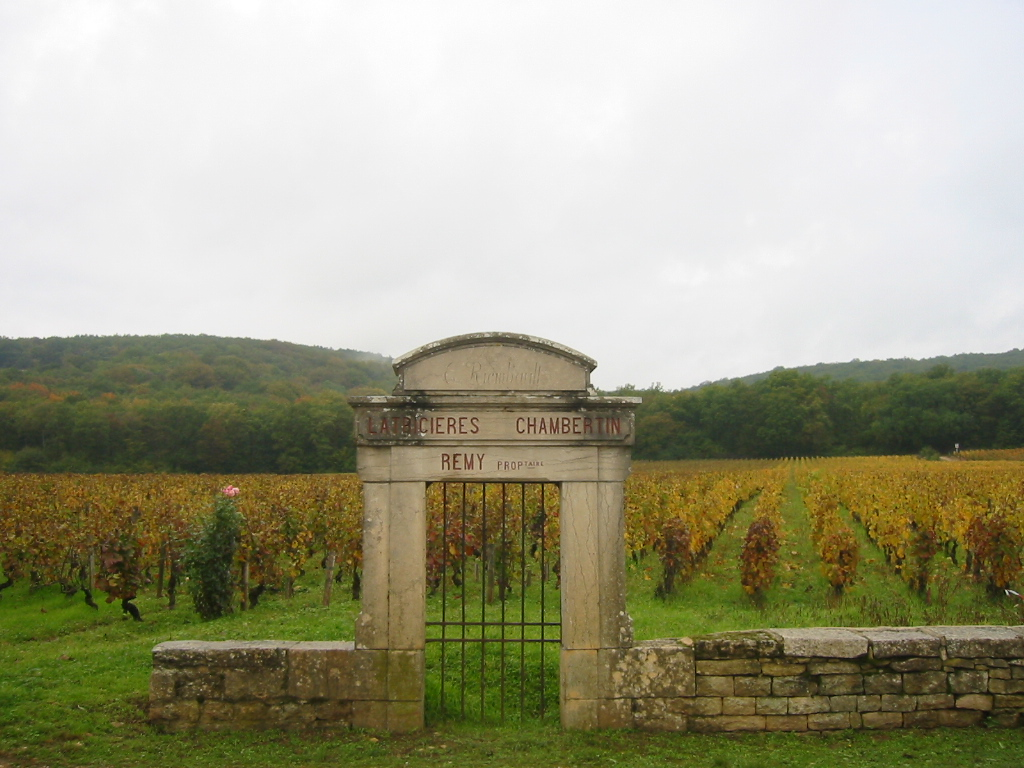
Il Clos des Latricières a Gevrey-Chambertin, classificato come grand cru nella denominazione Latricières-Chambertin.

Un  grand cru di Borgogna è un vino ad Appellation d'origine contrôlée (AOC), prodotto su determinati appezzamenti (i "climat" classificati grand cru) provenienti da alcuni paesi vitivinicoli della Côte de Beaune, della Côte de Nuits (lungo la strada dei "Grands Crus") o di Chablis. I disciplinari che regolano la produzione di ciascuno di questi "grands cru" sono più rigorosi di quelli degli altri vini. Questa denominazione è quindi al vertice delle quattro categorie del Borgogna: denominazioni "grand cru", "premier cru", "comunale" e "regionale".

## Categorie AOC in Borgogna
I vini di Borgogna sono raggruppati in quattro categorie principali:
- denominazioni regionali, ovvero più della metà della produzione, degli interi vigneti della Borgogna o di una delle sue sub-regioni; esistono sei Appellation d'origine regionale (AOC) (bourgogne, bourgogne-passe-tout-grains, eccetera), a cui vanno aggiunti quattordici nomi geografici (Bourgogne Hautes-Côtes-de-Nuits, Borgogna Tonnerre, eccetera);
- le denominazioni comuni, ovvero circa un terzo della produzione; ci sono 45 AOC comunali, chiamate anche "denominazioni villaggi" (Chablis, Pommard, Nuits-Saint-Georges, Givry, eccetera), compresi i due COA subregionali (côte-de-beaune-villaggi e mâcon);
- le denominazioni "premier cru", ovvero 10% dalla produzione; si tratta di nomi all'interno delle denominazioni comunali; il nome di questo AOC deve essere seguito dal nome di un climat classificato premier cru; ci sono 562 climat Premier cru (Saint-Aubin Premier Cru "Murger des dents de chien", Santenay premier cru "la Comme", Chablis premier cru "Fourchaume",  eccetera);
- le denominazioni "grand cru", ovvero da 1,5 a 2% dalla produzione; ci sono 33 AOC grand cru, di cui trentadue in Côte-d'Or (Bienvenues-Bâtard-Montrachet, Corton-Charlemagne, Bons-Mares, Romanée-Conti, eccetera) e uno in Yonne (compresi i sette Chablis grand Cru Climat) per una zona di produzione totale di circa 550/560 ettari (variabile a seconda delle annate).

Se tali nomi e denominazioni sono definiti nei vari disciplinari dell'INAO pubblicati dal Ministero dell'agricoltura e approvati con decreti, i concetti di "denominazione regionale", "subregionale" e "comunale", così come l'elenco dei vini che rientrano in queste categorie non sono ufficiali. Sono piuttosto questioni di tradizione editoriale tra le guide enologiche, poi riprese su siti specializzati.

## Gran cru di Borgogna
Le grandi annate della Borgogna sono prodotte in climat situati in soli dodici comuni vitivinicoli della Borgogna nei vigneti della Côte de Nuits, Côte de Beaune e Chablis. Questi appezzamenti sono considerati privilegiati dal loro microclima, dalla loro esposizione, dai loro suoli, nonché dalla loro antica reputazione, che legittima l'uso di tecniche vitivinicole qualitative.
Queste prestigiose denominazioni premiano quindi i fiori all'occhiello della gamma dei vini della Borgogna. La qualità dei vini viene controllata per ogni nuova annata per verificare se la produzione soddisfa i criteri per le denominazioni "grand cru" o se deve essere declassata a una denominazione "premier cru".
La menzione grand cru deve comparire sull'etichetta. Questa menzione viene fatta immediatamente sotto il nome della denominazione in caratteri uguali, sia in altezza che in larghezza, a due terzi di quelli utilizzati per il nome della denominazione (esempio: mazis-chambertin grand cru appellation contrôlée).

## Elenco dei Grand Cru
I trentatré vigneti che beneficiano della prestigiosa denominazione "grand cru" sono distribuiti nei seguenti comuni (da nord a sud).
| Regione        | Appellation                  | Comune               | Colore         | Superficie (2018) |
| -------------- | ---------------------------- | -------------------- | -------------- | ----------------- |
| Chablis        | Chablis grand cru            | Chablis              | Bianco         | 99,67 ettari      |
| Côte de Nuits  | Chambertin                   | Gevrey-Chambertin    | Rosso          | 13,19 ettari      |
| Côte de Nuits  | Chambertin-Clos de Bèze      | Gevrey-Chambertin    | Rosso          | 14,53 ettari      |
| Côte de Nuits  | Chapelle-Chambertin          | Gevrey-Chambertin    | Rosso          | 5,48 ettari       |
| Côte de Nuits  | Charmes-Chambertin           | Gevrey-Chambertin    | Rosso          | 27,54 ettari      |
| Côte de Nuits  | Griotte-Chambertin           | Gevrey-Chambertin    | Rosso          | 2,64 ettari       |
| Côte de Nuits  | Latricières-Chambertin       | Gevrey-Chambertin    | Rosso          | 6,80 ettari       |
| Côte de Nuits  | Mazis-Chambertin             | Gevrey-Chambertin    | Rosso          | 8,65 ettari       |
| Côte de Nuits  | Mazoyères-Chambertin         | Gevrey-Chambertin    | Rosso          | 3,02 ettari       |
| Côte de Nuits  | Ruchottes-Chambertin         | Gevrey-Chambertin    | Rosso          | 3,12 ettari       |
| Côte de Nuits  | Clos de la Roche             | Morey-Saint-Denis    | Rosso          | 16,89 ettari      |
| Côte de Nuits  | Clos des Lambrays            | Morey-Saint-Denis    | Rosso          | 8,67 ettari       |
| Côte de Nuits  | Clos de Tart                 | Morey-Saint-Denis    | Rosso          | 7,06 ettari       |
| Côte de Nuits  | Clos Saint-Denis             | Morey-Saint-Denis    | Rosso          | 6,42 ettari       |
| Côte de Nuits  | Bonnes-Mares                 | Morey-Saint-Denis    | Rosso          | 14,66 ettari      |
| Côte de Nuits  | Bonnes-Mares                 | Chambolle-Musigny    | Rosso          | 14,66 ettari      |
| Côte de Nuits  | Musigny                      | Chambolle-Musigny    | Rosso e bianco | 10,38 ettari      |
| Côte de Nuits  | Clos de Vougeot              | Vougeot              | Rosso          | 49,25 ettari      |
| Côte de Nuits  | Échezeaux                    | Flagey-Echézeaux     | Rosso          | 36,12 ettari      |
| Côte de Nuits  | Grands Échezeaux             | Flagey-Echézeaux     | Rosso          | 8,37 ettari       |
| Côte de Nuits  | La Grande Rue                | Vosne-Romanée        | Rosso          | 1,65 ettari       |
| Côte de Nuits  | La Romanée                   | Vosne-Romanée        | Rosso          | 0,84 ettari       |
| Côte de Nuits  | La Tâche                     | Vosne-Romanée        | Rosso          | 6,06 ettari       |
| Côte de Nuits  | Richebourg                   | Vosne-Romanée        | Rosso          | 8,03 ettari       |
| Côte de Nuits  | Romanée-Conti                | Vosne-Romanée        | Rosso          | 1,81 ettari       |
| Côte de Nuits  | Romanée-Saint-Vivant         | Vosne-Romanée        | Rosso          | 9,24 ettari       |
| Côte de Beaune | Charlemagne                  | Pernand-Vergelesses  | Bianco         | 0,28 ettari       |
| Côte de Beaune | Charlemagne                  | Aloxe-Corton         | Bianco         | 0,28 ettari       |
| Côte de Beaune | Corton                       | Pernand-Vergelesses  | Rosso e bianco | 92,85 ettari      |
| Côte de Beaune | Corton                       | Aloxe-Corton         | Rosso e bianco | 92,85 ettari      |
| Côte de Beaune | Corton                       | Ladoix-Serrigny      | Rosso e bianco | 92,85 ettari      |
| Côte de Beaune | Corton-Charlemagne           | Pernand-Vergelesses  | Bianco         | 57,70 ettari      |
| Côte de Beaune | Corton-Charlemagne           | Aloxe-Corton         | Bianco         | 57,70 ettari      |
| Côte de Beaune | Corton-Charlemagne           | Ladoix-Serrigny      | Bianco         | 57,70 ettari      |
| Côte de Beaune | Bienvenues-Bâtard-Montrachet | Puligny-Montrachet   | Bianco         | 3,43 ettari       |
| Côte de Beaune | Chevalier-Montrachet         | Puligny-Montrachet   | Bianco         | 7,48 ettari       |
| Côte de Beaune | Bâtard-Montrachet            | Puligny-Montrachet   | Bianco         | 10,27 ettari      |
| Côte de Beaune | Bâtard-Montrachet            | Chassagne-Montrachet | Bianco         | 10,27 ettari      |
| Côte de Beaune | Montrachet                   | Puligny-Montrachet   | Bianco         | 9,59 ettari       |
| Côte de Beaune | Montrachet                   | Chassagne-Montrachet | Bianco         | 9,59 ettari       |
| Côte de Beaune | Criots-Bâtard-Montrachet     | Chassagne-Montrachet | Bianco         | 1,57 ettari       |